# Handley Page H.P.42
Handley Page H.P.42 a H.P.45 byl britský čtyřmotorový dvouplošný dopravní letoun smíšené konstrukce z období 30. let 20. století.

## Vývoj

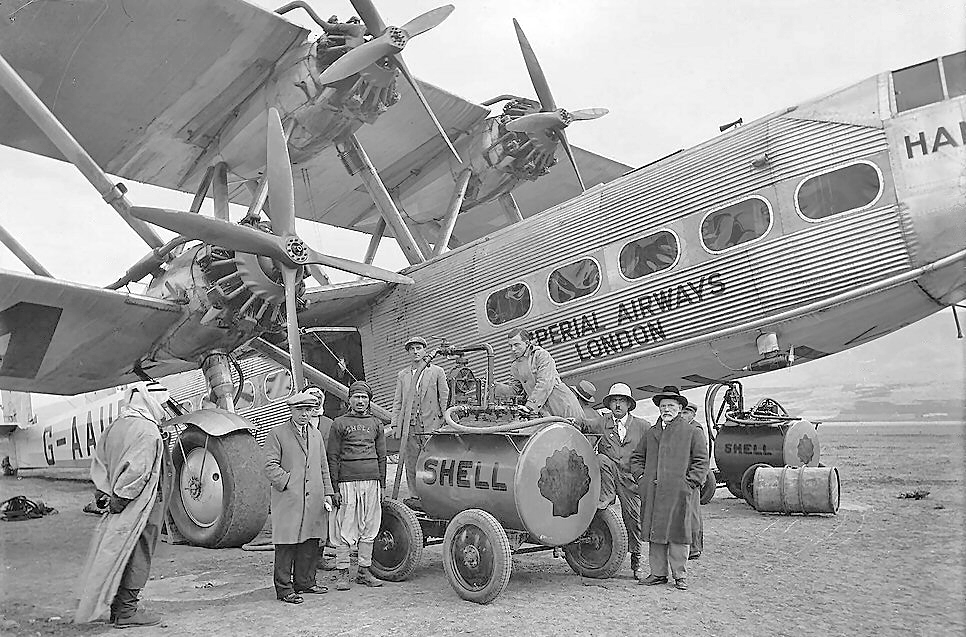
Doplňování paliva stroje Hanno

V roce 1927 vyzvala dopravní společnost Imperial Airways leteckou firmu Handley Page k vypracování projektu nového dopravního stroje, který by na lince z Londýna přes Káhiru do Indie nahradil zastarávající letouny de Havilland DH-66 Hercules. Požadována byla větší kapacita kabiny, vyšší ekonomie provozu a bezpečnost.
V dubnu 1929 byl objednán první prototyp a v červenci téhož roku byl na letecké výstavě v paláci Olympia na stánku Handley Page vystaven model H.P.42 s výsekem skutečné vybavené kabiny. Ještě před zalétáním prvního stroje objednal dopravce Imperial Airways další tři sériové letouny první a čtyři druhé série.
Pro první západní část zavedené linky z Británie do Indie, tedy Londýn-Káhira, bylo rozhodnuto vyrábět variantu HP-42W. Pro tuto vytíženější část spoje byly v dlouhém trupu dvě kabiny pro cestující s kapacitou 18 a 20 míst. Mezi přední a zadní kabinou v oblasti motorů a nosníků dolního křídla byly nákladní a zavazadlové prostory včetně umýváren, takže pasažéři nebyli obtěžováni hlukem.
Pro východní část tratě, kde se neočekával tak velký počet cestujících, byla určena verze HP-42E. V její přední kabině byla sedadla pro 6 cestujících, v zadní pro 12.
První prototyp patřil do verze HP-42E (imatrikulace G-AAGX). V létě 1930 byl smontován na továrním letišti v Raddletu z dílů dodaných továrnou v Cricklewoodu. V polovině září byly dodány čtyři pohonné jednotky Bristol Jupiter XI.F o výkonu po 360 kW, umístěné po dvou na horní a po dvou na dolní křídlo. 14. listopadu 1930 byl piloty Cordesem a Englandem proveden první let HP-42. 5. června 1931 získal stroj, mezitím pojmenovaný „Hannibal“, osvědčení o letové způsobilosti.

## Nasazení

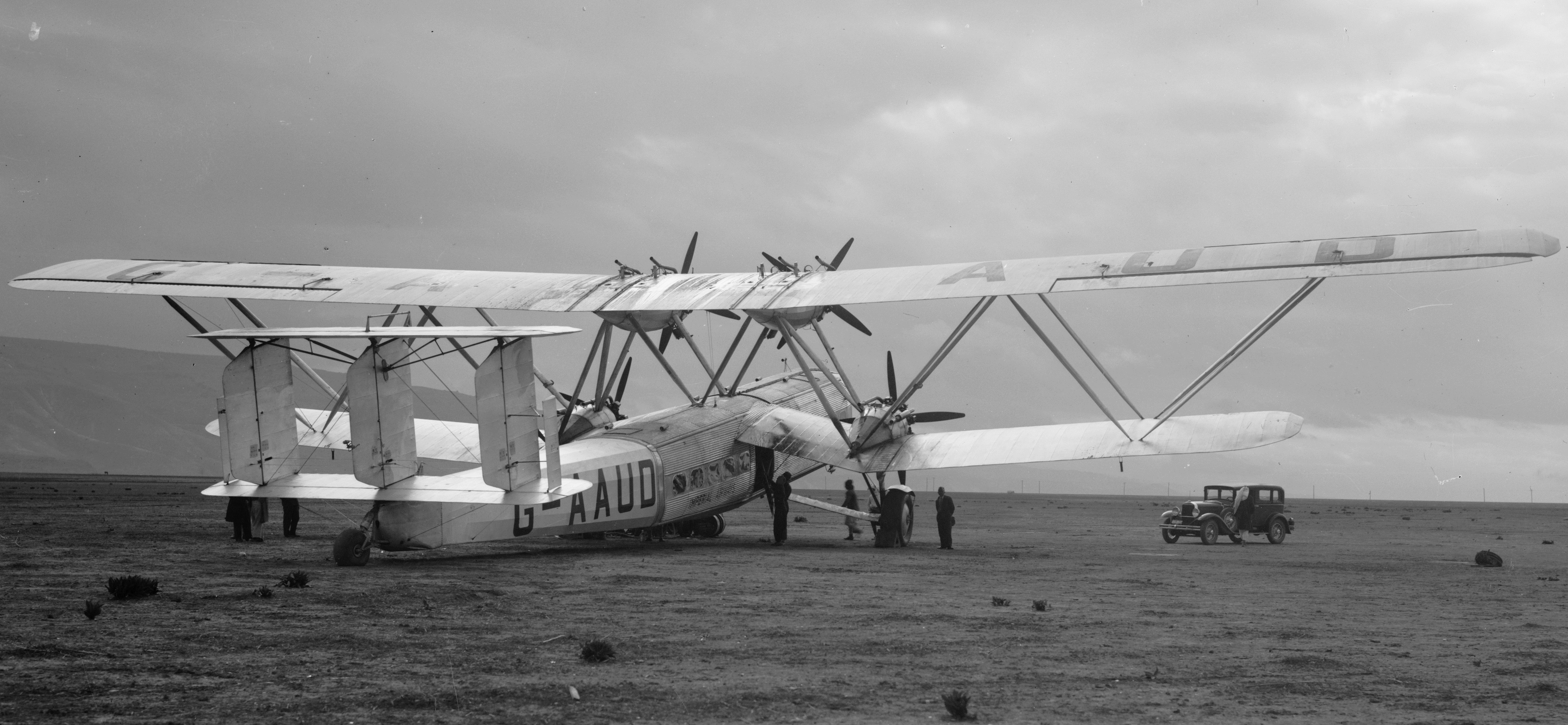
Handley Page HP-42 (G-AAUD, „Hanno“

Po několika předváděcích letech byl letoun „Hannibal“ od 9. června 1931 nasazen na pravidelné ověřovací lety do Paříže a zpět. Od 11. června se již létalo s pasažéry. Již v srpnu „Hannibal“ nouzově přistál v Kentu po zastavení dvou motorů a poškození třetího. V prosinci byl po opravě značného poškození opět uveden do služby. Létal pak na původně určené lince do listopadu 1932, kdy byl těžce poškozen cyklonem. Od května 1933 byl renovovaný „Hannibal“ opět nasazen v dopravě. 1. března 1940 se beze stopy ztratil při letu z Karáčí do Alexandrie nad Ománským zálivem.
Druhý letoun řady HP-42E (G-AAUE, „Hadrian“) byl dodán v červenci 1931 a v listopadu byl zaveden na imperiální linky. Třetí byl HP-42E (G-AAUD, „Hanno“) ze srpna a poslední G-AAUC „Horsa“ ze září 1931. Stroje řady E nebyly používány jen na spoji Karáčí-Káhira a zpět, ale také dočasně na lince Káhira-Kapské Město.
První letoun HP-42W (firemní označení HP-45) G-AAXC „Heracles“ byl poháněn čtveřicí motorů Bristol Jupiter X.FBM po 407 kW. Jeho celková kapacita byla 38 cestujících. Byl zalétán 13. srpna 1931 v Radlettu a dodán v září 1931. Létal převážně na lince Londýn-Paříž, stejně jako další letouny G-AAXD „Horatius“, G-AAXE „Hengist“ a poslední vyrobený G-AAXF „Helena“. HP-42W „Hengist“ byl v prosinci 1934 předán na východní část linky a v květnu 1937 shořel v Karáčí při čištění v hangáru. V letních měsících v období 1937-1939 létaly HP-42 denně na linkách do rekreačních oblastí na jihu Británie.
V okamžiku vypuknutí druhé světové války byly HP-42 opatřeny kamuflážním nátěrem a vojenským sériovým číslem a používány přímo ve službách RAF, nebo pod její patronací. V listopadu 1939 přistál „Horatius“ nouzově na golfovém hřišti  a byl zničen. Stroje „Hercules“ a „Hanno“, stažené z východní linky do Británie byly v noci 19. března 1940 utrženy vichřicí od kotevních ok a vrženy do polí, přičemž oba byly zničeny. Další stroje východní linky tvořily park 271. dopravní letky v Doncasteru. Letoun „Horsa“ se následně vzňal za letu dne 7. srpna 1940 od rozlitého paliva z protržené nádrže. Po nouzovém přistání osádka uprchla před výbuchem přepravovaného střeliva. Letoun „Hadrian“ byl 6. prosince 1940 zničen vichřicí. Po opravě již nelétal a v srpnu 1941 byl sešrotován.

## Specifikace (H.P.42E)

Handley Page H.P.42

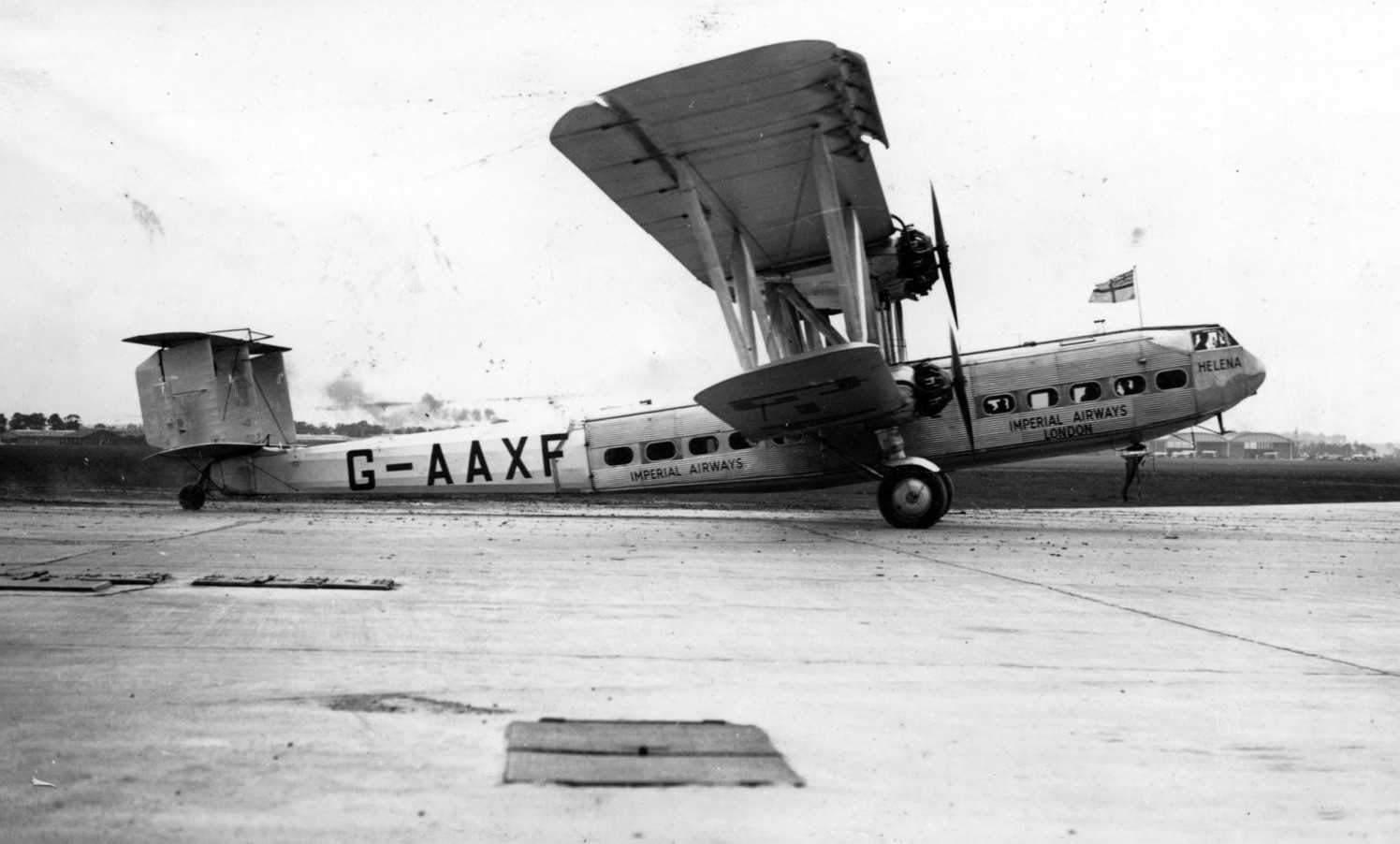
Handley Page H.P.42 (G-AAXF, „Helena“), Le Bourget, květen 1932

Údaje dle

### Technické údaje
- Osádka:
- Kapacita:
- Rozpětí: 39,60 m
- Délka: 27,36 m
- Výška: 8,20 m
- Nosná plocha: m²
- Hmotnost prázdného stroje: 8 400 kg
- Vzletová hmotnost: 12 800 kg
- Užitečný náklad: 3 180 kg
- Pohonná jednotka:

### Výkony
- Maximální rychlost u země: 194 km/h
- Cestovní rychlost: 153 km/h
- Přistávací rychlost: 81 km/h
- Počáteční stoupavost: 3,4 m/s
- Dostup: 3 200 m
- Dolet: 1 600 km